# Küchemann-Karotte

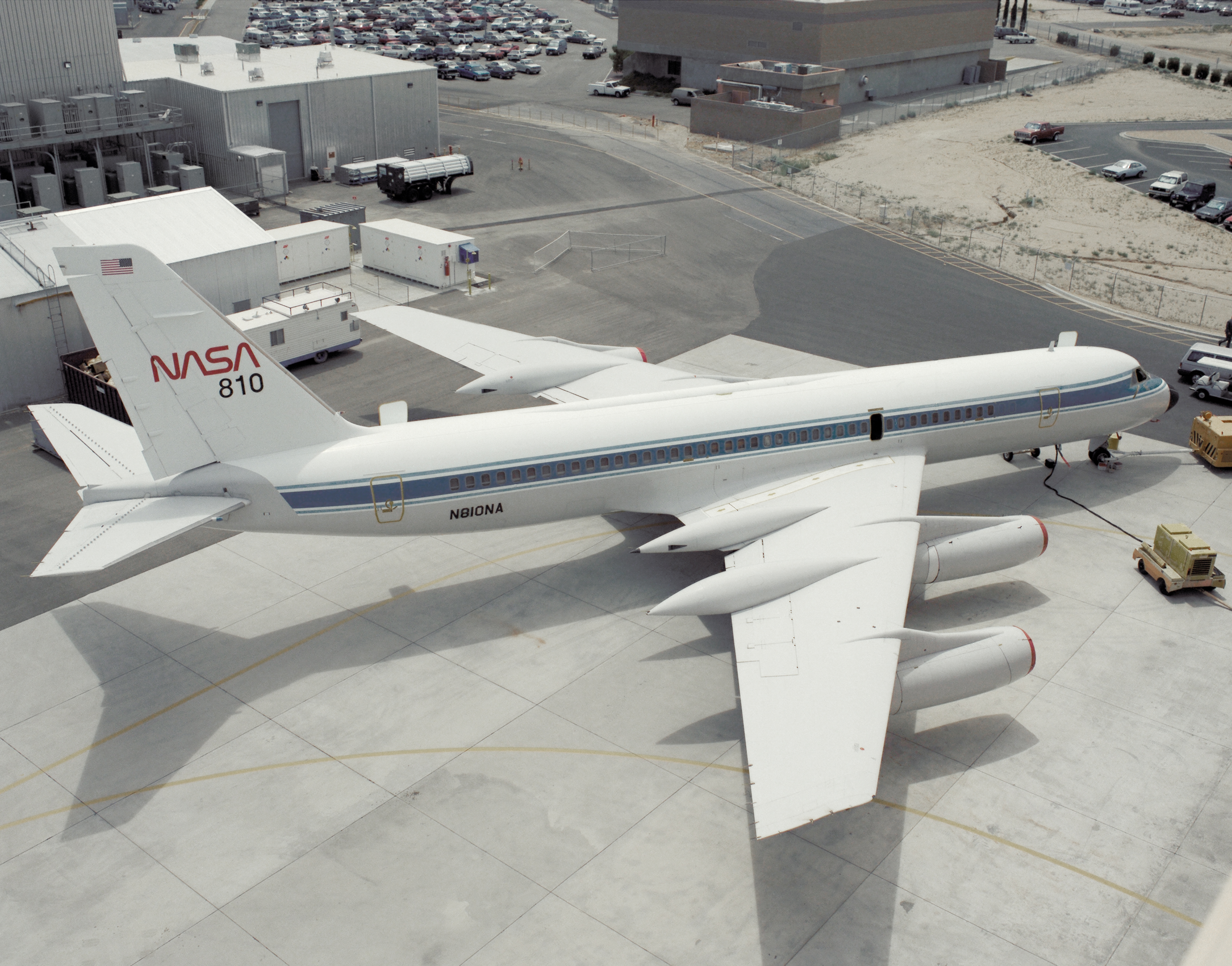
NASA Convair 990 mit Antischockkörpern an der Oberseite der Tragflächen

Küchemann-Karotten sind die von Richard T. Whitcomb als Anti-Shock Bodies bezeichneten konischen Strömungskörper, die auf der Oberseite eines Flügels angebracht werden, um den Wellenwiderstand bei Flügen mit transsonischen Geschwindigkeiten (Mach 0,8–1,2) zu reduzieren.

## Hintergrund und Entwicklung
Die Theorie hinter dem Anti-Schock-Körper wurde in den frühen 1950er Jahren unabhängig voneinander von zwei Aerodynamikern entwickelt, nämlich von Richard Whitcomb von der NASA und Dietrich Küchemann vom britischen Royal Aircraft Establishment. Der Anti-Schock-Body steht in engem Zusammenhang mit der Flächenregel, und soll den Wellenwiderstand eines Flugzeuges reduzieren, indem sich durch diesen Strömungskörper der Flächenquerschnitt des Flugzeuges über die ganze Rumpflänge gleichmäßig ändert, wodurch die in diesem Geschwindigkeitsbereich entstehenden Schockwellen reduziert werden. Die Ausdehnung über die Hinterkante hinaus wurde als zweitrangig gegenüber dem Körper auf der Flügeloberfläche angesehen, der die Überschallströmung verlangsamt und als Begrenzung fungiert, um eine Strömung nach außen zu verhindern. Allerdings muss ein solcher Körper insgesamt ausreichend lang sein, sodass die Strömung an ihm nicht abreißt.  Whitcomb gab an, dass der Anti-Schock-Körper auf der Oberseite eines Flügels nicht mehr erforderlich war, als das überkritische Tragflächenprofil eingeführt wurde, da dieses alleine schon den Wellenwiderstand ausreichend verringert. Darüber hinaus wird in modernen Flugzeugen eine weitere Verringerung des Wellenwiderstands auch durch die Gestaltung der Verkleidung am Querschnitt des Flügels und des Rumpfes erreicht.

## Flächenregel und Wellenwiderstand
Die Flächenregel ist ein wichtiges Konzept im Zusammenhang mit dem Luftwiderstand eines Flugzeugs oder eines anderen Körpers im transsonischen Flug und Überschallflug. Die Flächenregel wurde im Jahre 1943 durch Otto Frenzl entdeckt. Flugzeugentwickler hatten festgestellt, dass der Luftwiderstand bei Flugzeugen erheblich zunahm, wenn diese sich mit ihrer Geschwindigkeit der Schallmauer annäherten. Grund für diese Zunahme des Luftwiderstandes sind Stoßwellen, die ab einer Geschwindigkeit von ca. Mach 0.8 durch das Flugzeug erzeugt werden. Um Mach 1 erreichen diese Stoßwellen ihre größte Intensität und der dadurch entstehende Wellenwiderstand erreicht seinen höchsten Wert.

## Flugzeuge mit Küchemann-Karotten

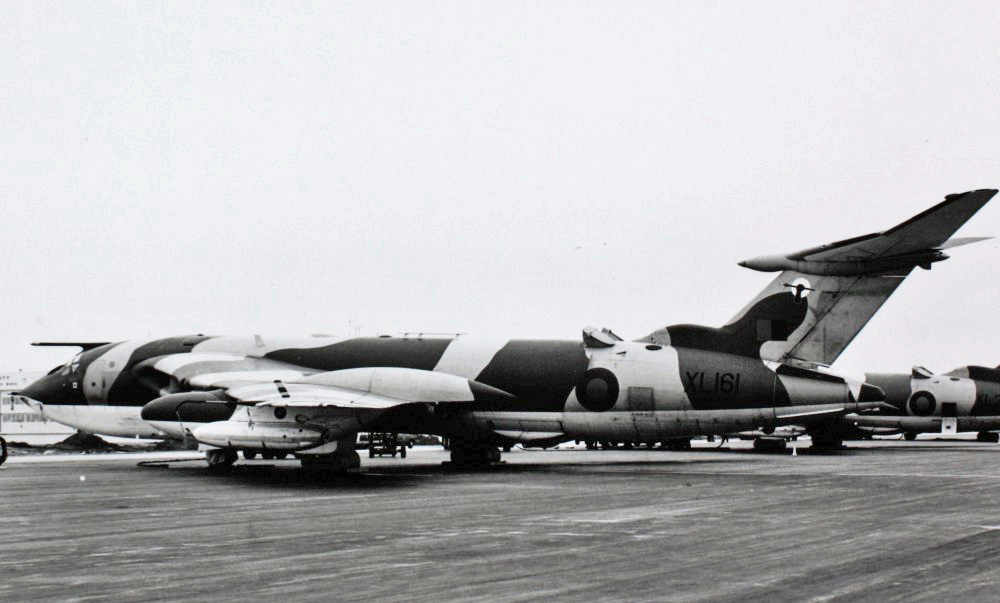
Handley Page Victor B2 mit Küchemann-Karotten auf der Flügeloberfläche

Zu den mit Küchemann-Karotten auf der Flügeloberfläche ausgestatteten Flugzeugen gehören etwa die Verkehrsflugzeuge Convair CV-990 und Fokker 100. Eine Ausstattung der Handley Page Victor mit Küchenmann-Karotten führte nicht zur erwarteten Leistungssteigerung, und obwohl sie ihren vorgesehenen Zweck nicht mehr erfüllten, wurden sie an Ort und Stelle belassen, um die Kosten für ihre Entfernung zu sparen. Boeing testete die Wirkung  ähnlicher Ströumgskörper an einem Windkanalmodell der Boeing 707. Obwohl die Geschwindigkeit, ab der der Luftwiderstand abrupt anstieg, erhöht wurde, machte der zusätzliche Reibungswiderstand auf der Oberfläche der Körper jeglichen Vorteil zunichte.